# 凯伦 (贬称)
凯伦（英語：Karen）是美国等英语国家民众使用的贬称，用于指代自認有权势或要求超出合理或必要范围外权利的妇女。“凯伦”通常给人的印象是利用白人特权牺牲他人利益来为自己获取权利的女性，表征包括“叫你经理出来跟我说话”、反疫苗观念、种族主义者、修着特別起眼的妹妹头发型。到2020年，“凯伦”被用来批评中年白人妇女的频率大幅上升，但這個稱呼也漸漸開始能夠套用在做出類似行為的男性身上。

## 起源
“凯伦”的起源尚不明确。该词可能最初是黑人Twitter群体的网络迷因，用来形容“告发开柠檬水摊的黑人小孩”的白人妇女，也有人说是黑人妇女最先说的，但也已经被白人男性采纳。弗吉尼亚者梅雷迪思·克拉克（Meredith Clark）认为，一群黑人如果和一位白人女性在一起，就要非常注意她的想法了，因为白人女性会毫不犹疑地使用她的白人特权，牺牲一直都在她旁边的其他人的利益，但这种行为从来没有具体到要用一个人的名字来代表。“凯伦”不是孤例，早在《Baby Got Back》出现的90年代，就有贝姬一词。作家凯伦·格里斯比·贝茨（Karen Grigsby Bates）表示认同，指“‘凯伦’氏是这个国家白人妇女中的一个名门望族，有几个世纪的历史”，“‘凯伦’是一个连续体......在凯伦氏和贝姬氏出现前，就有安小姐”。而在克拉克看来，安小姐是吉姆·克劳法年代黑人们为了迅速区分利用地位特权作为武器的白人，而发明的一个鲁莽、小圈子式称谓。
在《周六夜现场》的小品《危险边缘》中，演员查德维克·博斯曼饰演在电影《黑豹》中的特查拉一角，并回答和美国非裔有关的问题。格里斯比·贝茨认为，白人群体开始明白「凯伦」一词的含义正是在那一刻，而此前黑人群体使用该称呼已有一段时间。贝茨表示特查拉来自瓦干達，对美国近况没有足够理解。但是到了最后，主持人问“如果一位叫凯伦的人把她的马铃薯沙拉带去你的野餐时，你会说这句”的时候，特查拉最后一个问题就答对了，他告诉凯伦：“不用了凯伦，你还是把淡得要命的马铃薯沙拉留给自己吃吧”。她又指：“包括马铃薯沙拉这段，和这个小品的部分段落叠加起来，就好像整个美国对‘凯伦’一词都能够理解一样”。
“凯伦”一词被用作网络迷因的另一个例子是一名叫“Fuck_You_Karen”的Reddit用户，他在网站上发粗话辱骂名叫凯伦的前妻，说她在离婚诉讼中不仅要了他的房子，还带走了孩子。在这篇帖文的影响下，Reddit的子版r/FuckYouKaren于2017年成立，其后用来写故事帖和分享衍生自该帖子的迷因。自从“Fuck_You_Karen”删除帐号后，子版将焦点转移至“凯伦”所代表的整个群体，而非单一的女性。“凯伦”也被用作笑话包袱，其中就有丹尼·库克2005年专辑《复仇》的小品《没人喜欢的朋友》（"The Friend Nobody Likes"），以及2016年的网络迷因中，任天堂Switch掌机的一则广告中的有反社会行为、被网友戏称“反社会者凯伦”的女性。

## 含义和运用

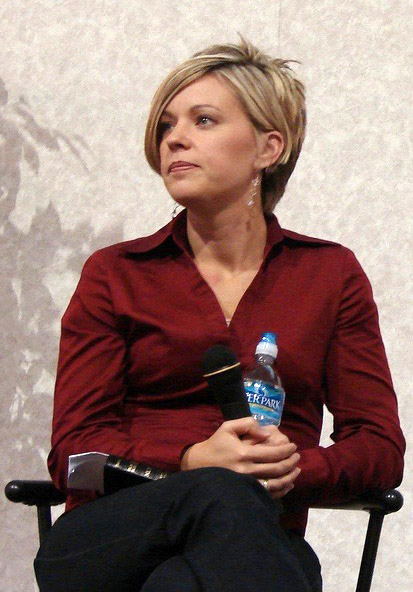
通常被认为是“凯伦”形象的凯特·戈塞林，她的发型被认为是“叫你经理出来跟我说话发型”。

堪萨斯大学教授希瑟·苏珊·伍兹（英語：Heather Suzanne Woods）长期研究网络迷因，她定义的“凯伦”性格为“有权有势、自私、有投诉欲”，认为“凯伦毫不关心他人，要求整个世界都按照她的标准运作，为了达成她的目的不惜侵害或贬损他人”。《老娘立场》作者蕾切尔·夏琳·刘易斯（Rachel Charlene Lewis）表示认同，指“凯伦”“不把任何人放在眼里，反而去对抗世界，为对付不会给她想要的自认为值得的东西、千人一面的地位较低人士们做准备。她会行使权利，是的，或许她的权利和白人男子的权利很不一样，自己提出诉求。正是这种自以为有权势的感觉让她成了毫无疑问的，‘凯伦’”。
“凯伦”这一迷因背负着许多刻板印象，其中最为人知的一个是“凯伦”会要求“跟（假定服务提供者）的经理说话”，而其他刻板印象包括反疫苗观念、种族主义、过分依赖Facebook，还有挑染的棕色妹妹头发型。凯特·戈塞林和珍妮·麥卡錫的妹妹头照片一般被用来形容“凯伦”的形象，两人的妹妹头有时被称为“我能跟你经理说话吗发型”。
“凯伦”是否为贬义词的问题引起了争论。尽管该词专门用于贬低特定种族和性别中的特定人士，部分人依然认为“凯伦”缺乏变为贬义词的历史背景，倒是把明确的歧视笼统化。其他人认为，该词的目标群体有巨大的特权，“缺乏辨别性质的绰号无非就是侮辱”。哈德利·弗里曼认为“凯伦”这个迷因的使用不再那么的有描述性，而是更多地表现出控制目的，“告诉女性闭嘴”。《纽约时报》作家珍妮弗·韦纳认为“凯伦”在2019冠状病毒病疫情成功让她闭嘴，不得不平复投诉身边对着空气咳嗽、在人行道上叫卖和随地吐痰的男子的欲望，因为她害怕被叫“凯伦”。
2020年4月，激进女权主义记者朱莉·宾德尔提问：“有没有人觉得‘凯伦’这个贬称是在讨厌女人，建基于阶级偏见？”弗里曼回复称，“按照顺序来说，它就是性别歧视、年龄歧视和阶级歧视（称谓）”。2020年5月，《大西洋杂志》作者凯特琳·蒂芙尼（Kaitlyn Tiffany）提问：“‘凯伦’是不是做任何事情都会让人们恼火的女人？如果是，那么对等的男性又叫什么？”，认为这是厌女症行为。也是在5月，妮娜·伯利认为“凯伦”迷因“仅仅是随机连番鄙视中年白人女性的借口”。Know Your Meme高级编辑马特·希姆科维茨（Matt Schimkowitz）认为“凯伦”“有点像是取代了网上各种针对白人女性的批评”。

## 例子
2019年中旬热带风暴凯伦在大西洋飓风的形成过程，致使将风暴比喻成刻板印象的迷因出现。许多网民打趣说风暴想跟“经理说话”，将飓风或者预报路径的图片修改成“凯伦发型”。
2019年12月，据澳大利亚媒体报道，米爾杜拉有一名叫“凯伦”的女子想把澳大利亚土著旗扯下来，被邻居发现并全程拍摄。由于她没能把旗子扯下，Twitter上便出现了话题标签，引起其他社交媒体回应。
2019冠状病毒病疫情期间，“凯伦”被用来形容因为“疫情最初发生在中国”而霸凌亚裔医护人员、囤积卫生纸等必需品、因他人行为报警使其受强制隔离检疫以及游行反对禁止她们去美容院和强制她们在商店内佩戴口罩的限制令的女性，促使评论人质疑该词是否已经演变成将中年白人女子一概而论的词汇。而在社交媒体上，「凯伦」出现次数从2020年1月的10万次增加到5月的270万次。
2020年5月，中央公园观鸟事件的当事人克里斯蒂安·库珀（Christian Cooper）认为，女事主艾米·库珀（Amy Cooper）“内心的凯伦完全显现，发生了黑暗的转折”。2020年7月，一段名为的影片爆红。在片中，新泽西州一名女子声称邻居黑人夫妇未申请书面许可（英語：permit）便于自家后院建造石制露台，并因此打电话联系蒙特克莱警方，更在通话中谎称黑人男子将她推开10英尺。圣迭戈一名女子将因她没戴口罩拒绝服务、叫她“凯伦”的星巴克咖啡师的照片摆上网，后来又宣布起诉这位咖啡师。帖文爆红之后，这位咖啡师获得了大量的捐款，女子又要求对方把分出一半捐款给自己。
在美國以外也有人以「凱倫」一詞形容自己不喜歡的人，如在2019年6月，韓國直播主企鵝妹在韓國的首爾北村韓屋村直播途中，試圖打開一扇門而遭女性工作人員阻攔，同時該場所若要商業拍攝，必須事先申請，女性工作人員因而一併告誡企鵝妹。隨後另一名男性工作人員稱：「如果不是媒體或是廣告一樣商業性質的拍攝，拍一拍也可以的」。企鵝妹對此回應「啊，我不是媒體」，隨後轉身離開後稱女性工作人員是「Unhappy Bitch」及「Korean Karen」。事後該段影片在韓國引發爭議，企鵝妹刪除了直播影片，並發布了道歉文，解釋由於她曾在美國長期生活，習慣說這一類的美式無意義粗話，基於韓美文化差異而釀成風波。
2025年，英國的就業法官在一案中表示「凱倫」一詞具有貶義，且「遊走在種族主義、性別歧視和年齡歧視的邊緣」。

### 霸凌
研究顯示名為凱倫或類似名稱的女性常常遭受霸凌，且感覺到自己無法表達暢所欲言、因而常常沉默不言。有的女性甚至因此出現心理問題。

## 法律
2020年6月，加利福尼亚州众议院议员罗伯·邦塔提出AB 1550号法案，将欺诈、种族歧视性的911报警电话列为仇恨犯罪。按照法案，一旦作出此类报警行为会被罚款最高1万美元。2020年7月，旧金山监督员沙曼·沃尔顿提出《防种族剥削非紧急报警法》（英語：Caution Against Racially Exploitative Non-Emergencies Act，或简称。與同音），修改《旧金山警察法》，禁止出于种族仇恨心理、以他人种族为由报警的行为。